# Robert Franz
Robert Franz, właśc. Robert Knauth (ur. 28 czerwca 1815 w Halle, zm. 24 października 1892 tamże) – niemiecki kompozytor.

## Życiorys
Jego rodzina zmieniła nazwisko z Knauth na Franz w 1847 roku. W młodości, wbrew woli rodziców, uczył się gry na organach. W 1835 roku wyjechał do Dessau, gdzie został uczniem Friedricha Schneidera. W 1837 roku wrócił do Halle i poświęcił się studiom muzykologicznym. W 1841 roku objął posadę organisty w kościele św. Ulryka, a w 1842 roku został dyrygentem Singakademie. W 1848 roku poślubił córkę filozofa Friedricha Hinrichsa, z którą doczekał się trójki dzieci.
W latach 1851–1867 był dyrektorem muzycznym uniwersytetu w Halle. W 1861 roku uczelnia ta nadała mu tytuł doktora honoris causa. W 1867 roku ze względu na narastające od lat problemy słuchowe i nerwowe wycofał się z życia publicznego. Chorego kompozytora wsparli finansowo m.in. Ferenc Liszt i Joseph Joachim.
W 1878 roku został odznaczony bawarskim Orderem Maksymiliana. W 1903 roku w Halle odsłonięto jego pomnik.

## Twórczość
Zasłynął przede wszystkim jako autor pieśni, których skomponował ponad 350. Dokonał w nich połączenia stylu romantycznego z kontrapunktyczną fakturą typową dla baroku. Prowadził badania nad twórczością J.S. Bacha oraz G.F. Händla i dokonał licznych opracowań ich utworów.
Opublikował prace Mitteilungen über J.S. Bachs Magnificat (Lipsk 1863) i Offener Brief an Eduard Hanslick über Bearbeitungen älterer Tonwerke (Lipsk 1871).